# Сім стихій (роман)

Обкладинка першого видання роману в 1980 році.

«Сім стихій» (рос. Семь стихий) — науково-фантастичний роман російського радянського письменника Володимира Щербакова. Уперше уривок з роману (у вигляді оповідання «Берег Сонця») опублікований у журналі «Техніка — молоді» у № 2 за 1975 рік. Перша частина роману уперше опублікована в журналі «Искатель» у № 1 за 1980 рік, друга частина роману опублікована у № 2 за цей же рік. Повністю роман опублікований у 1980 році у видавництві «Молода гвардія» в серії «Библиотека советской фантастики». У романі на фоні опису контакту людства з іншопланетною цивілізацією ставляться проблеми повного розкриття творчих можливостей людини. Частина літературознавців критикувала роман за сюжетний та ідейний сумбур, який, на їх думку перетворює роман у самопародію на автора.

## Назва роману
Роман названий за кількістю стихій, як чотирьох древніх першоелементів природи — вогонь, вода, повітря та земля, до яких автор додав життя, розум та кохання.

## Сюжет
Початок роману описує події недалекого майбутнього, і розпочинається з опису морської подорожі головного героя роману — журналіста на ім'я Гліб — на дослідницькому кораблі «Гондвана». Під час подорожі він разом із членами експедиції спостерігає політ невідомого супутника. Пізніше Гліб згадує своє дитинство у портовому місті на далекому Сході, а також випадок, коли його в дитинстві врятувала невідома жінка в зеленому одязі. Пізніше Гліб пригадує другий випадок, коли він побачив цю загадкову жінку, цього разу в лісі, біля великої кулі, що світилась. Наступного дня у випуску новин він чує повідомлення про те, що космічний зонд доставив на Землю із сузір'я Близнят живий організм рослинного походження, виявлений на дні озера з гарячою водою. Гліб вирішує покинути експедицію, та поїхати до лабораторії, де вивчають зразки позаземного життя, щоб зробити нарис про це відкриття. На «Гондвані» Гліб знайомиться із молодою жінкою-біологом на ім'я Валентина, яка висловила думку про те, що виявлення лише одного виду рослин з іншої планети є неймовірним без виявлення інших видів живої природи, особливо мікроорганізмів. Паралельно начальник експедиції повідомив Гліба про те, що саме він першим спостерігав повернення міжпланетного зонда на Землю — саме це й був невідомий супутник, якого бачив увечері журналіст. Виявлено також, що разом із рослиною з іншої планети на Землю доставлено камінь, при тривалому контакті якого із папером на папері з'являються невідомі знаки, схожі на писемність. Земним вченим вдалось розшифрувати й напис, у якому розповідалось про планетарну катастрофу — планета знаходилась занадто близько до своєї зірки, внаслідок чого її проміння висушувало всі водойми планети аж до загибелі більшості тварин та рослин на її поверхні. Людство планети перейшло жити у підземелля, у яких жінки на ім'я Кема та Аїра вишивали узор у вигляді квіток, який складався із 46 вузликів. Жінки також мали на руці зелений браслет, який допомагав їм ткати узор. Гліб зв'язався із ученим на ім'я Борис Янков із лабораторії— фітотрону, де вирощувались різноманітні зразки флори, який виявився його земляком, та який повідомив Гліба, що у фітотроні виросла квітка, схожа на земну лілію, із 23 пелюстками. Проте за цей час, поки Гліб прибув до фітотрона, квітка щезла з нього, та спостерігалась поява біля фітотрону загадкової жінки в зеленому одязі, яка пізніше покинула лабораторію. Гліб із розповідей очевидців подій та за записами камер спостереження робить висновок, що ця жінка походить з планети з сузір'я близнюків, а візерунок із 46 вузликів — це набір хромосом. Журналіст висловлює припущення, що тривалий анабіоз під час перельоту між планетами, а пізніше пробудження із нього в оптимальному для життєдіяльності середовищі могло стати поштовхом для відновлення генетичної структури, а пізніше й відтворення тіла інопланетянки. Пізніше Гліб повертається на «Гондвану», де до нього приходить загадкова жінка, схожа на його знайому-біолога, заводить з ним розмову, і скориставшись моментом, викрадає невеликий літальний апарат із корабля.
У цей час вчені Землі розпочинають новий проект акумулювання та транспортування сонячної енергії до місць, де її не вистачає, якому дали назву «Берег Сонця», та про який Гліб хоче написати статтю. Одного разу, прийшовши до себе додому, він отримує листа від іншопланетянки Аїри, у якому вона коротко розповідає про історію своєї цивілізації, про планетарну катастрофу, та попереджує про можливі екологічні наслідки експерименту «Берег Сонця», натякаючи на те, що катастрофа її планети могла бути пов'язана із експериментами її жителів із гравітаційною енергією. Для продовження роботи над статтею Гліб прибуває до міста будівельників Сонцеграда, де знайомиться із керівником проекту Ольміним, та слухає його лекцію про передісторію проекту та його виконання. Одночасно біля місця проведення експерименту відбувається підводний землетрус із виверженням вулкану, під час якого гине кохана Гліба Валентина. Пізніше Гліб знову зустрічається із загадковою жінкою із свого дитинства, яка знову попереджує його як представника земної цивілізації про можливі небезпечні наслідки проекту «Берег Сонця». Гліб також ніби спостерігає за перетворенням іншопланетянки Аїри, яка прибрала образ простої земної жінки, та до повного встановлення контактів мім обома цивілізаціями вирішує жити на нашій планеті, як проста землянка. Під час перебування в Сонцеграді — мсті будівельників «Берега Сонця» — Гліб знайомиться з молодою жінкою на ім'я Ірина Стеклова, яка працює в цьому місті. Із її щоденника стає відомо, що саме в цей образ втілилась іншопланетянка Аїра. Тим часом стає відомо, що до Сонцеграда наближається великий тайфун. Керівник проекту Ольмін вилітає назустріч тайфуна, щоб згідно своїх експериментальних розробок за допомогою енергії Сонця спробувати розсіяти тайфун і врятувати проект. Гліб ходе вилетіти за ним на допомогу, проте керівник наукової експедиції на «Гондвані» забороняє йому це робити. Проте на допомогу Глібові приходить Аїра, яка покохала Ольміна, і дістає йому магнітний ключ від літального апарата, щоб він полетів на допомогу Ольміну. Гліб дістається до місця проходження тайфуна, проте не застає там Ольміна, проте далі в польоті він бачить світляну кулю з іншопланетянкою, і картину проходження тайфуна, який тільки зачепив Сонцеград, але не повністю його зруйнував. Далі світляна куля відводить літальний апарат Гліба на безпечну віддаль від урагану, а далі він ніби бачить на березі врятованого Ольміна. Закінчується роман своєрідною одою життю, яке породжує ще ві стихії — кохання і розум.

## Переклади
Роман у повному обязі перекладений українською мовою у 1984 році, і вийшла друком в київському видавництві «Молодь». Частина роману під назвою «Берег Сонця» виходили друком у збірках «Гостинець для президента» у 1989 році у видавництві «Радянський письменник» та «Ризиконавти» у видавництві «Веселка» у 1990 році.

## Екранізація роману
У 1984 році за мотивами роману на кіностудії імені Максима Горького режисером Геннадієм Івановим був знятий художній фільм «Сім стихій». Незважаючи на підбір акторського колективу (головні ролі зіграли відомі радянські актори Ігор Старигін, Ірина Алферова, Олександр Філіпенко), та цей факт, що це був перший радянський фільм у квадрофонічному звучанні, частина мистецтвознавців розкритикувала фільм за слабку постановку.